# Bergbau-Beamtensiedlung Neu-Asseln

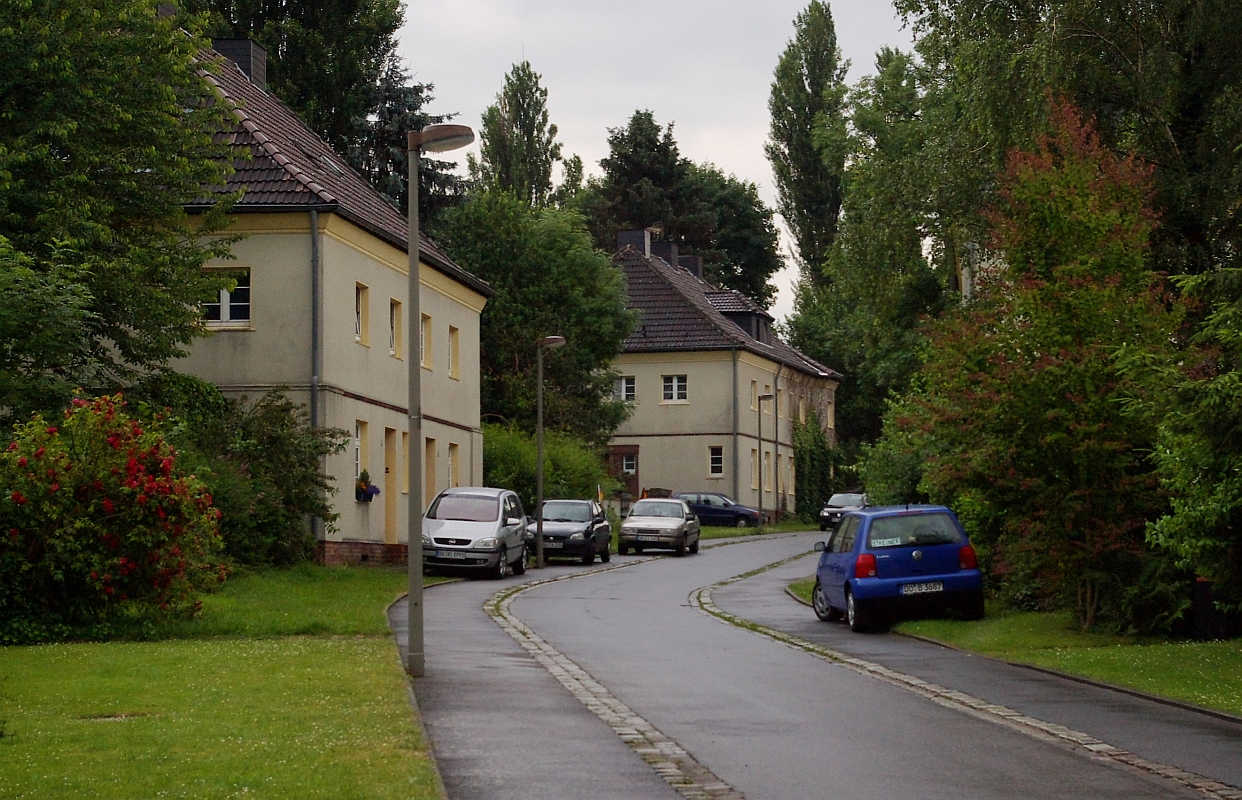
Blick in die Siedlung Richtung Süden

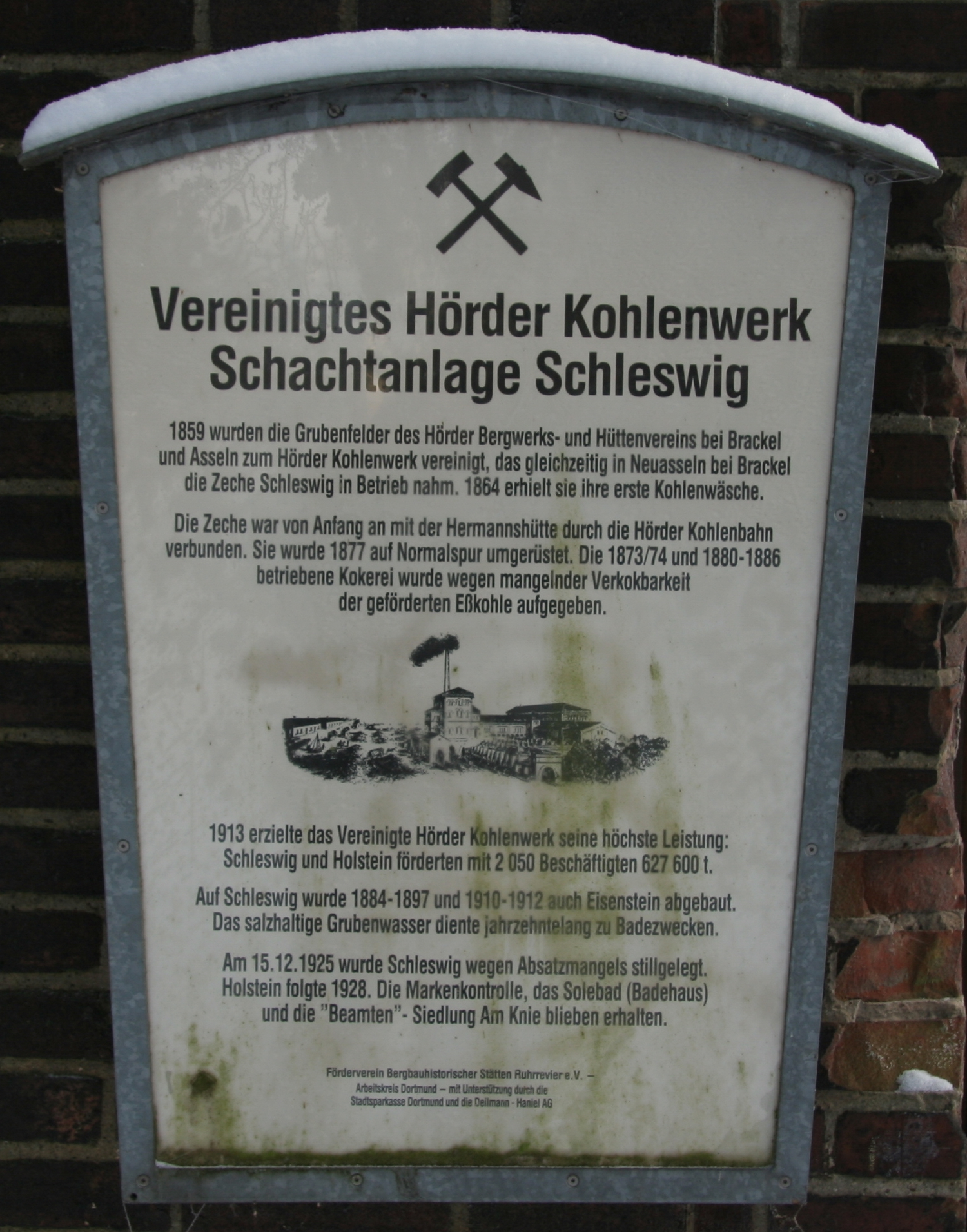
Gedenktafel am ehemaligen Pförtnerhaus der Zeche Schleswig

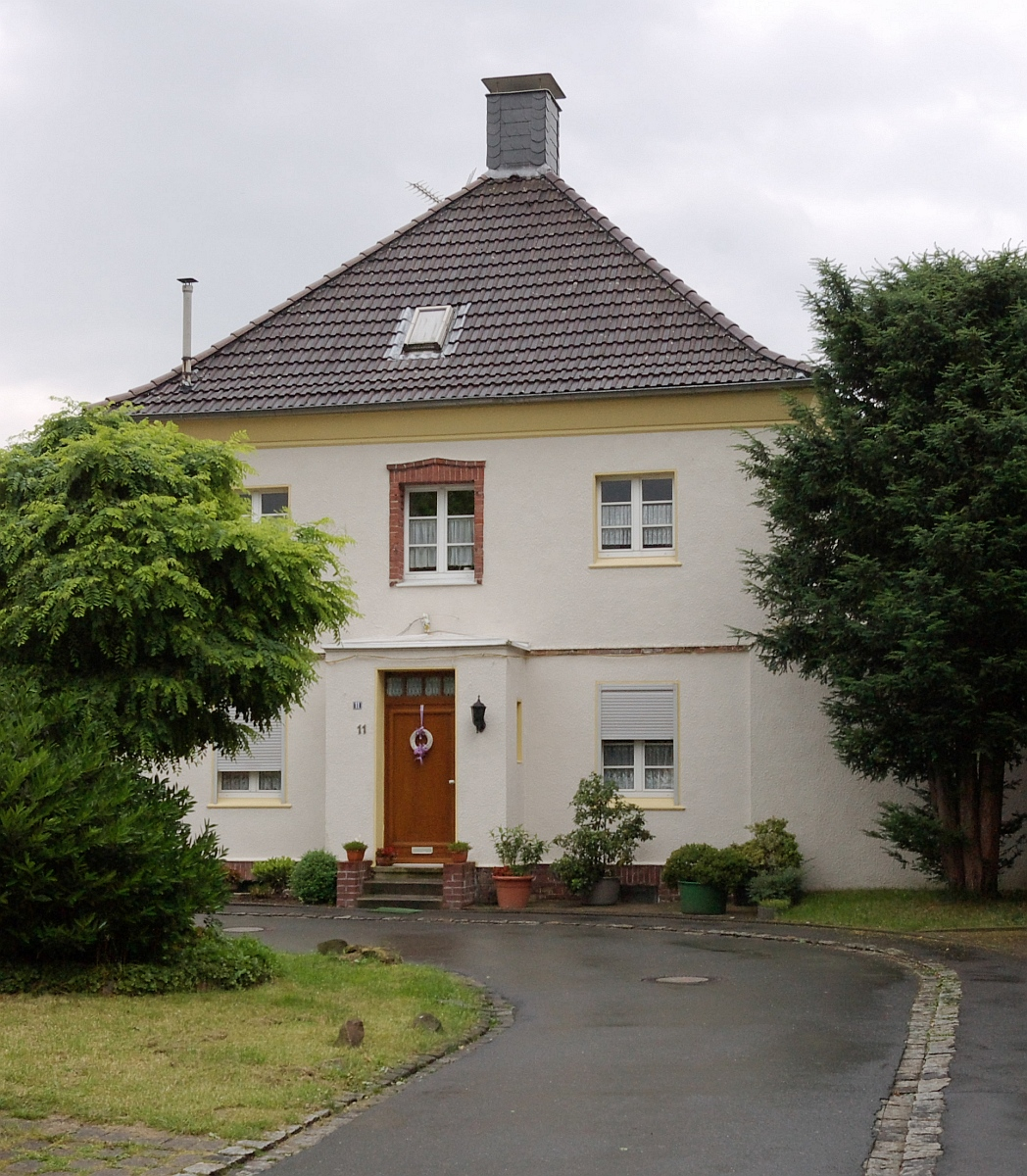
Eine Hausfassade

Die Bergbau-Beamtensiedlung Neu-Asseln – auch Siedlung Am Knie – ist eine Zechensiedlung im Ortsteil Neuasseln im Stadtbezirk Brackel mit den Anschriften Am Knie 3–19 und 10–32. Die Kleinsiedlung wurde 1922 nach Entwürfen des Essener Architekten Fritz Schupp von der Phoenix AG für Bergbau und Hüttenbetrieb als Wohnanlage für Steiger und Verwaltungsmitarbeiter („Beamte“) der Zeche Schleswig errichtet. Die Wohnhäuser sind gemeinsam „mit Relikten der ehemaligen Zeche Schleswig und der Straße Neuhammerweg“ am 8. März 1989 unter der lfd.-Nr. 0002 als Baudenkmale in die Denkmalliste der Stadt Dortmund eingetragen worden und Bestandteil der Route der Industriekultur. Die Bochumer Wohnungsgesellschaft Viterra Wohnen (heute Vonovia) hat die 21 Wohnhäuser mit 26 Wohnungen im Jahr 2002 an die Mieter privatisiert.

## Denkmalschutz
Laut der Anlage zur Denkmalliste besteht die „Beamtensiedlung“ aus neun Hauptkörpern sowie kleineren Nebengebäuden: zwei Einzel-, vier Doppel-, einem Dreifach- und zwei Vierfachhäusern mit insgesamt einundzwanzig Hauseingängen. Die Siedlungsanlage wird durch die Straße Am Knie, einem optisch breiten Straßenzug erschlossen, der auf einen von Gebäuden eng umstandenen Rechteckplatz führt. Die weitläufige Bebauung wird durch teilweise hohe Mauern zwischen den Gebäuden zusammengehalten. Die Besonderheit liegt darin, dass diese neun Häusergruppen mit Einfriedungen und Nebengebäuden als Ensemble unter Denkmalschutz stehen.
Geschützt sind auch die wenigen technischen Übrigbleibsel der bergbaulichen Vergangenheit. Es gab die weitere Besonderheit, dass von 1860 bis zur Stilllegung der benachbarten Zeche ein Solebad bestand, in dem das salzhaltige Grubenwasser für therapeutische Anwendungen genutzt wurde. Von Zeche und Solebad sind noch die ehemalige Markenkontrolle und die später zum Wohnhaus umgebaute Badeanstalt am Neuhammerweg erhalten.

## Siedlungsentwicklung
Seit 1998 betrieb die VEBA Wohnen und nach einer Umbenennung die Viterra Wohnen ein umfangreiches Privatisierungs- und Verkaufsprogramm. Als Anfang 2001 die geplante Privatisierung der Siedlung Am Knie und benachbarter Straßenzüge bekannt wurde, bildete sich zunächst ein Mieterbeirat für die Straßen Am Knie, Neuhammerweg, Quartlenbeckstraße, An der Eiche, Auf dem Karmerg. Das Kaufinteresse unter der Bewohnerschaft war so hoch, dass der Verkaufsprozess zügig voranschritt. Unter Moderation des Planungsdezernenten Ullrich Sierau und des städtischen Wohnungsamtes entstand die „Vereinbarung zur Weiterentwicklung der Siedlung Am Knie“, die sowohl den hohen Kündigungsschutz für Nichtkäufer nach den Grundsätzen der GSB Gesellschaft zur Sicherung von Bergmannswohnungen mbH als auch die Gestaltungsgrundsätze bekräftigte und von der Stadt, der Viterra Wohnen, dem Mieterbeirat und den Mietervereinen unterzeichnet wurde.